# 山形県道348号温海川木野俣大岩川線

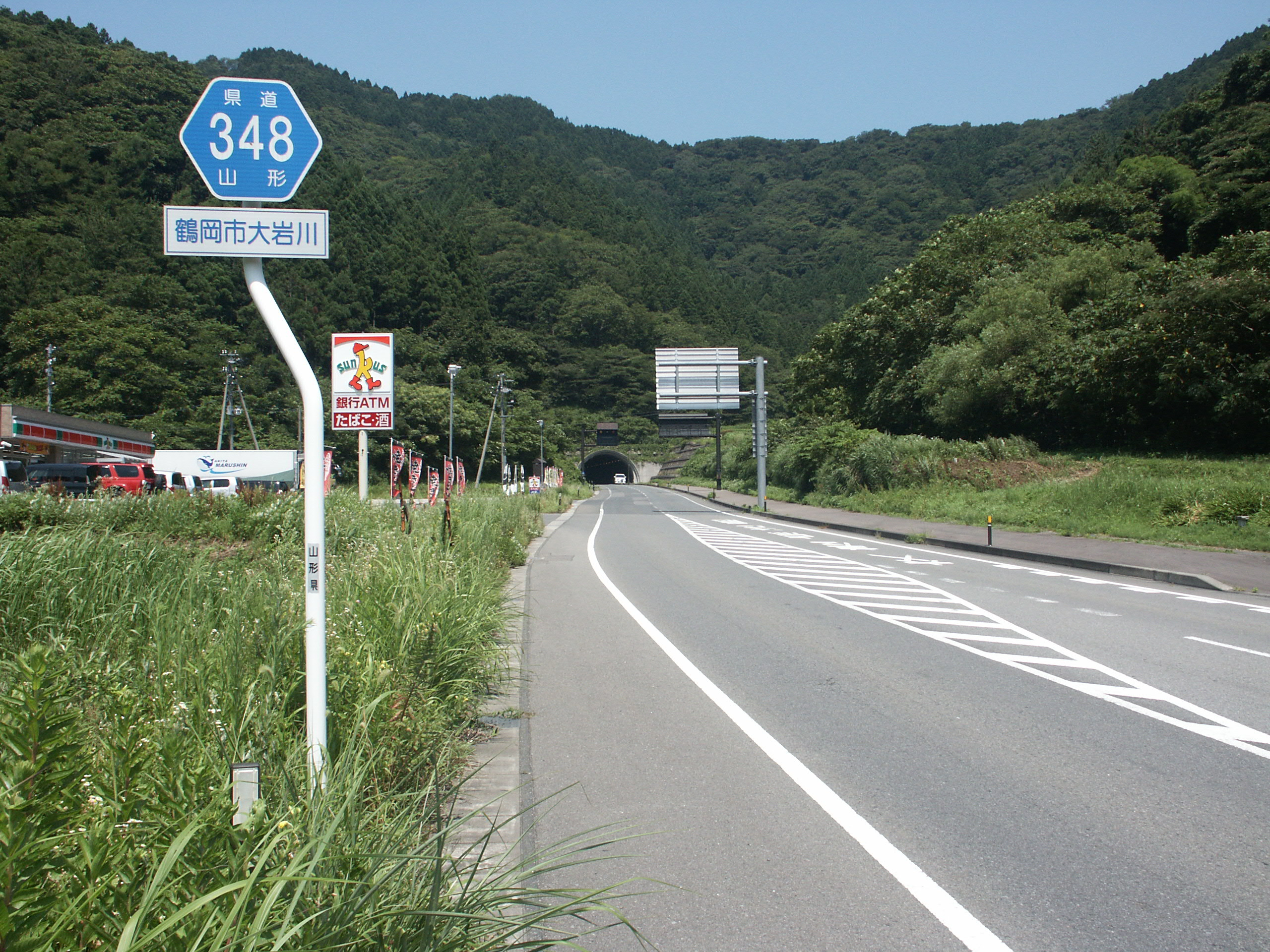
鶴岡市大岩川付近。奥にあるトンネルがあつみ温泉トンネルである

山形県道348号温海川木野俣大岩川線（やまがたけんどう348ごう あつみがわきのまたおおいわがわせん）は、山形県鶴岡市を通る一般県道。

## 概要
鶴岡市木野俣を起点に庄内小国川沿いを通り、かつては大岩川の集落を通り国道7号に至る道路であったが、大岩川集落内は家屋が建ち並び道路幅員が狭い上、羽越本線の踏切があるなど通行の障害となっていた。日本海東北自動車道のあつみ温泉ICが大岩川地区に建設されることになり、新たにアクセス路としてあつみ温泉トンネル (852m)が掘られ、大岩川集落内を通らないルートに付け替えられた。

### 路線データ
- 路線延長：12.6 km[1]
- 起点：鶴岡市木野俣（国道345号交点）
- 終点：鶴岡市温海（山形県道44号余目温海線交点）

## 歴史
- 2007年7月31日 - あつみ温泉トンネル(852m)が供用開始、トンネル経由のルートに付け替えられる[2]。
- 2012年3月24日 - 日本海東北自動車道あつみ温泉ICが供用開始

## 路線状況

### 交通量
平日24時間交通量（台）道路交通センサスより
2010年度（平成22年度）
鶴岡市槙代：1,103
2005年度（平成17年度）
鶴岡市槙代：1,499

## 地理

### 通過する自治体
- 山形県
  - 鶴岡市

### 交差する道路
- 国道345号
- 日本海東北自動車道 あつみ温泉IC
- 山形県道44号余目温海線